# Fresnois-la-Montagne
Pour les articles homonymes, voir Fresnois.
Fresnois-la-Montagne est une commune française située dans le département de Meurthe-et-Moselle, en région Grand Est.

## Géographie
Situé entre Longwy et Longuyon, à 2 km de la frontière franco-belge, le village de Fresnois-la-Montagne profite d'un accès facile et direct sur la route RD 618 tout en restant à l'abri des nuisances engendrées par cet axe routier.

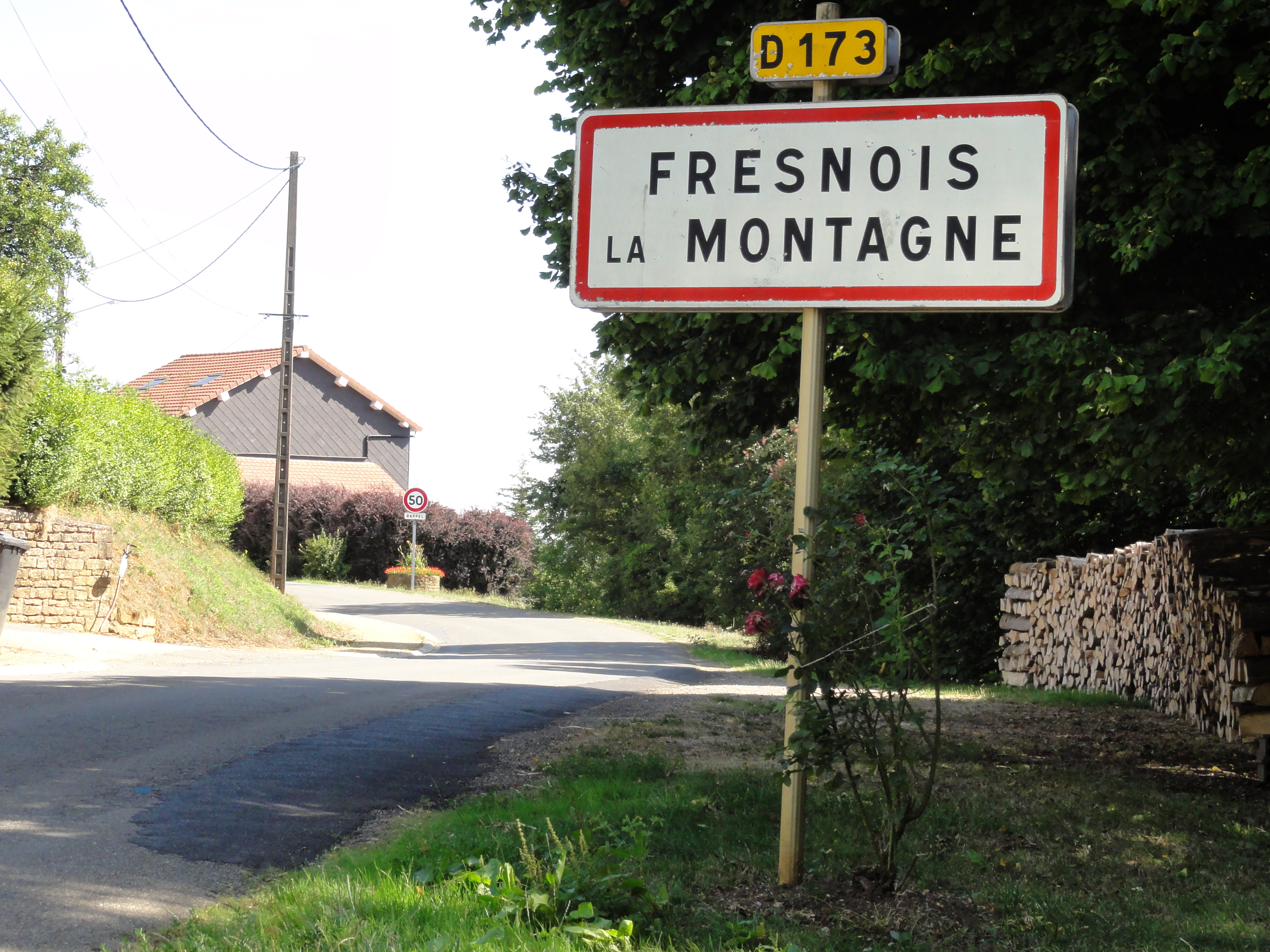
Entrée de Fresnois-la-Montagne.

| Tellancourt        | Saint-Pancré         | Cosnes-et-Romain    |
|                    | Fresnois-la-montagne | Villers-la-Chèvre   |
| Viviers-sur-Chiers |                      | Montigny-sur-Chiers |

Distance des principales villes :
- Longwy 10 km
- Fresnois : 28 km
- Arlon : 35 km
- Luxembourg : 41 km
- Metz : 77 km
- Trèves : 95 km;
- Sarrebruck : 123 km
- Nancy : 129 km
- Liège : 165 km
- Maastricht : 192 km
- Bruxelles : 201 km
- Strasbourg 234 km
- Paris : 324 km
- Lyon : 530 km
- Marseille : 843 km

### Hydrographie
La commune est dans le bassin versant de la Meuse au sein du bassin Rhin-Meuse. Elle n'est drainée par aucun cours d'eau,.

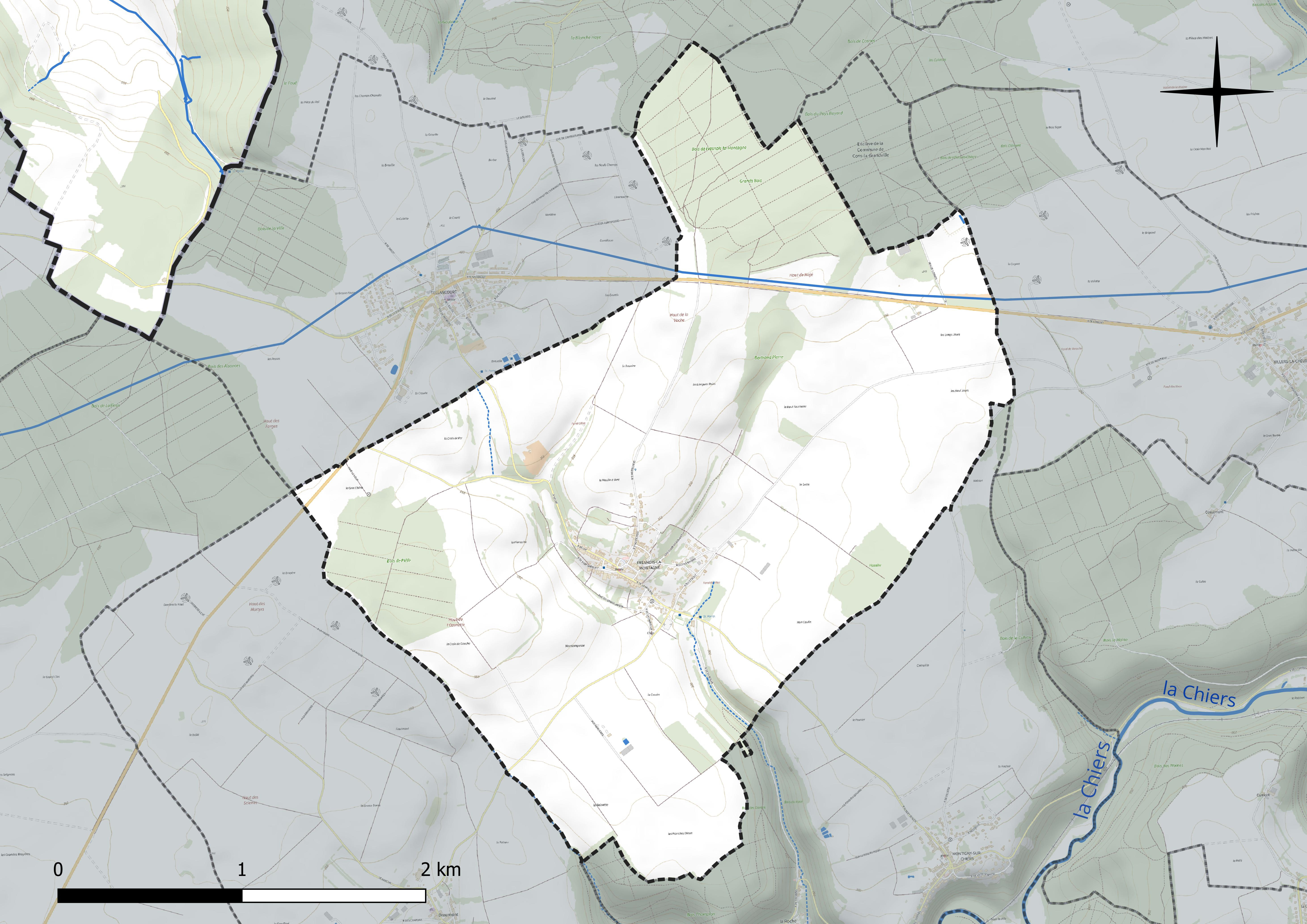
Réseau hydrographique de Fresnois-la-Montagne.

### Climat
Pour des articles plus généraux, voir Climat du Grand Est et Climat de Meurthe-et-Moselle.
En 2010, le climat de la commune est de type climat de montagne, selon une étude du Centre national de la recherche scientifique s'appuyant sur une série de données couvrant la période 1971-2000. En 2020, Météo-France publie une typologie des climats de la France métropolitaine dans laquelle la commune est exposée à un climat semi-continental et est dans la région climatique Lorraine, plateau de Langres, Morvan, caractérisée par un hiver rude (1,5 °C), des vents modérés et des brouillards fréquents en automne et hiver.
Pour la période 1971-2000, la température annuelle moyenne est de 9,1 °C, avec une amplitude thermique annuelle de 16,1 °C. Le cumul annuel moyen de précipitations est de 930 mm, avec 14,1 jours de précipitations en janvier et 9,7 jours en juillet. Pour la période 1991-2020, la température moyenne annuelle observée sur la station météorologique de Météo-France la plus proche, « Villette », sur la commune de Villette à 7 km à vol d'oiseau, est de 10,1 °C et le cumul annuel moyen de précipitations est de 909,4 mm. 
La température maximale relevée sur cette station est de 39 °C, atteinte le 25 juillet 2019 ; la température minimale est de −14,8 °C, atteinte le 20 décembre 2009,,.
Les paramètres climatiques de la commune ont été estimés pour le milieu du siècle (2041-2070) selon différents scénarios d'émission de gaz à effet de serre à partir des nouvelles projections climatiques de référence DRIAS-2020. Ils sont consultables sur un site dédié publié par Météo-France en novembre 2022.

## Urbanisme

### Typologie
Au 1er janvier 2024, Fresnois-la-Montagne est catégorisée commune rurale à habitat dispersé, selon la nouvelle grille communale de densité à sept niveaux définie par l'Insee en 2022.
Elle est située hors unité urbaine. Par ailleurs la commune fait partie de l'aire d'attraction de Longwy, dont elle est une commune de la couronne,. Cette aire, qui regroupe 23 communes, est catégorisée dans les aires de moins de 50 000 habitants,.

### Occupation des sols
L'occupation des sols de la commune, telle qu'elle ressort de la base de données européenne d’occupation biophysique des sols Corine Land Cover (CLC), est marquée par l'importance des territoires agricoles (80,1 % en 2018), une proportion sensiblement équivalente à celle de 1990 (80,5 %). La répartition détaillée en 2018 est la suivante : terres arables (68,8 %), forêts (16,6 %), prairies (11,3 %), zones urbanisées (3,2 %). L'évolution de l’occupation des sols de la commune et de ses infrastructures peut être observée sur les différentes représentations cartographiques du territoire : la carte de Cassini (XVIIIe siècle), la carte d'état-major (1820-1866) et les cartes ou photos aériennes de l'IGN pour la période actuelle (1950 à aujourd'hui).

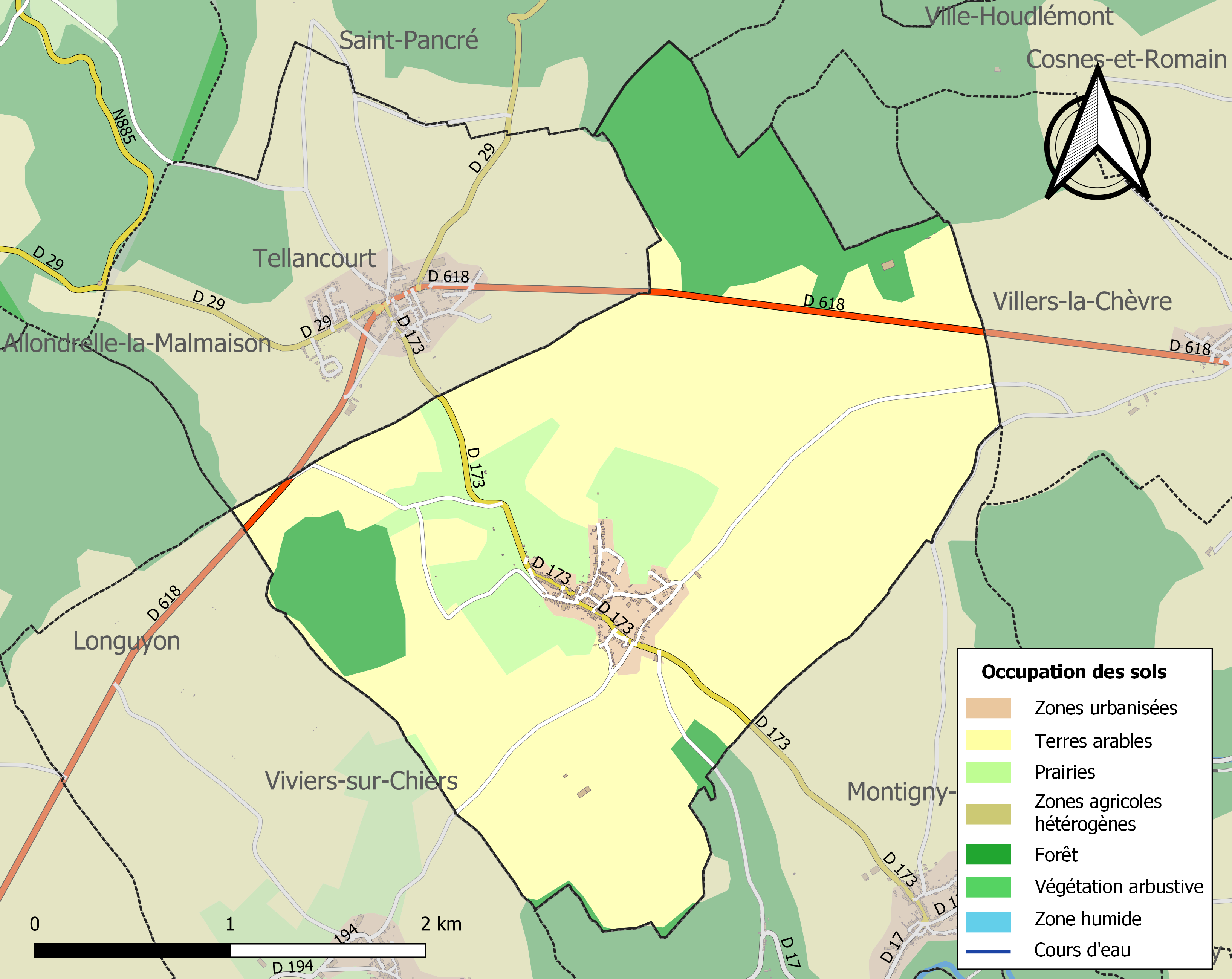
Carte des infrastructures et de l'occupation des sols de la commune en 2018 (CLC).

## Toponymie
Le nom de la localité est attesté sous les formes Franoy (xve siècle) ; Frainoy-la-Montagne (1689) ; Frénois-la-Montagne (1749) ; Frescoy ; Fresnoy-la-Montagne.

En lorrain Franeu-lai-Montâgne.

De l'oïl fresnoi « frênaie ».
Ce toponyme rappelle l'existence d'une frênaie suffisamment importante et significative pour imprimer son nom au lieu.

La Montagne permet à la commune de se différencier des nombreux Fresnois ou Fresnoy homonymes

## Histoire
- Village de l'ancienne province du Barrois, rattaché au bailliage de Longuyon. Lors de la seconde moitié du XVe siècle, François de Lavaulx (v. 1415-v. 1480) seigneur de Lavaulx, de Villers-le-Rond, possède le fief de Fresnois-la-Montagne.
- Fresnois-la-Montagne absorbe la commune de Tellancourt en 1810 et la cède en 1833.
- Le village fut dévasté en août 1914[16] (99 maisons brûlées, 51 civils tués). (Atrocités allemandes en 1914)[17].

## Politique et administration
| Période                                  | Période   | Identité            | Étiquette | Qualité                          |
| ---------------------------------------- | --------- | ------------------- | --------- | -------------------------------- |
| Les données manquantes sont à compléter. |           |                     |           |                                  |
| mars 2001                                | mars 2008 | Marie-Thérèse Thiry |           |                                  |
| mars 2008                                | mai 2009  | Denis Pache         |           |                                  |
| mai 2009                                 | 2014      | Jacques Poignon     |           |                                  |
| mars 2014                                | mai 2020  | Gérard Sobiack      |           | Retraité de la fonction publique |
| mai 2020                                 | En cours  | Jean-Luc Thomas,    |           | Technicien                       |

## Population et société

### Démographie
L'évolution du nombre d'habitants est connue à travers les recensements de la population effectués dans la commune depuis 1793. Pour les communes de moins de 10 000 habitants, une enquête de recensement portant sur toute la population est réalisée tous les cinq ans, les populations de référence des années intermédiaires étant quant à elles estimées par interpolation ou extrapolation. Pour la commune, le premier recensement exhaustif entrant dans le cadre du nouveau dispositif a été réalisé en 2008.

En 2022, la commune comptait 413 habitants, en évolution de +0,73 % par rapport à 2016 (Meurthe-et-Moselle : −0,13 %, France hors Mayotte : +2,11 %).
| 1793 | 1800 | 1806 | 1821 | 1836 | 1841 | 1861 | 1866 | 1872 |
| ---- | ---- | ---- | ---- | ---- | ---- | ---- | ---- | ---- |
| 430  | 437  | 421  | 865  | 602  | 589  | 604  | 612  | 566  |

| 1876 | 1881 | 1886 | 1891 | 1896 | 1901 | 1906 | 1911 | 1921 |
| ---- | ---- | ---- | ---- | ---- | ---- | ---- | ---- | ---- |
| 566  | 570  | 581  | 582  | 551  | 482  | 518  | 493  | 329  |

| 1926 | 1931 | 1936 | 1946 | 1954 | 1962 | 1968 | 1975 | 1982 |
| ---- | ---- | ---- | ---- | ---- | ---- | ---- | ---- | ---- |
| 369  | 363  | 368  | 347  | 342  | 357  | 386  | 385  | 379  |

| 1990 | 1999 | 2006 | 2008 | 2013 | 2018 | 2022 | - | - |
| ---- | ---- | ---- | ---- | ---- | ---- | ---- | - | - |
| 381  | 380  | 391  | 394  | 412  | 407  | 413  | - | - |

## Culture locale et patrimoine

### Lieux et monuments
- Église de la Nativité-de la-Vierge de Fresnois-la-Montagne, église paroissiale construite dans la partie haute de Fresnois et qui domine les maisons du village. L'édifice étalé au XIIIe siècle a subi par la suite d'importants changements. Au XVe siècle, la nef a été transformée en halle. Au XVIe siècle, les combles ont été surélevés dans un but défensif. L'église du village est classée monument historique depuis le 10 janvier 1920[24].
- Ossuaire, construit au XVIe siècle et repercé en 1711 (date portée par le linteau de la porte). À comparer avec celui de la chapelle Notre-Dame-de-Luxembourg. L'ossuaire situé à proximité immédiate de l'église a été inscrit à l'inventaire des monuments historiques le 23 novembre 1987[25].

Ces deux édifices bénéficient d'une protection de 500 m de rayon.
- Chapelle Notre-Dame-de-Luxembourg, construite au 1er quart du XVIIIe siècle ? ; restaurée en 1994, date portée par une pierre au-dessus de la porte ; linteau non daté à comparer avec celui de l'ossuaire, ce qui permettrait de dater la chapelle des années 1710, 1720.
- Mémorial du 23 août 1914, commémorant l'exécution du maire, d'un adjoint, de l'instituteur et de 48 civils.
- Le puits avec une statue de pièta.

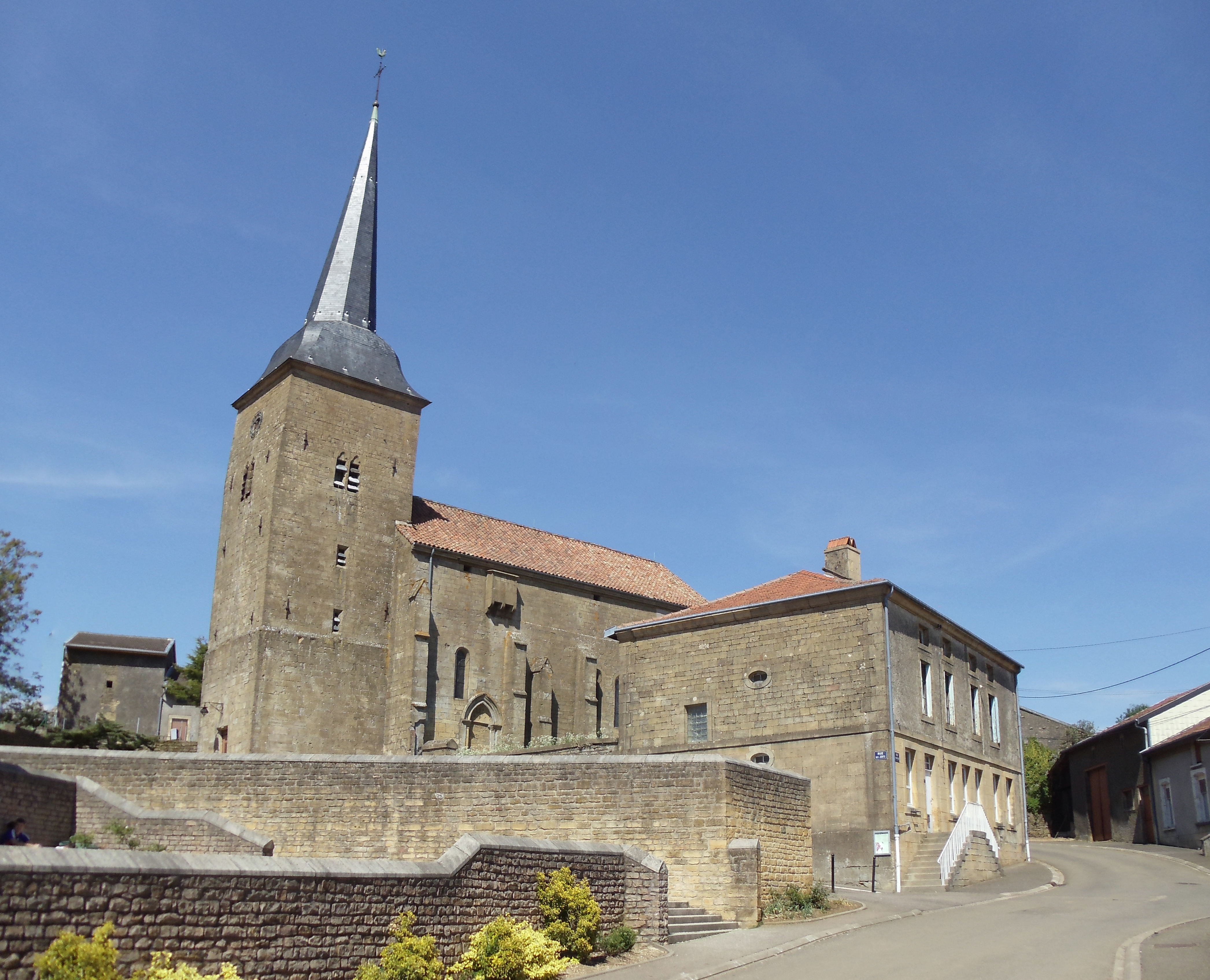
Église de la Nativité-de-la-Vierge.
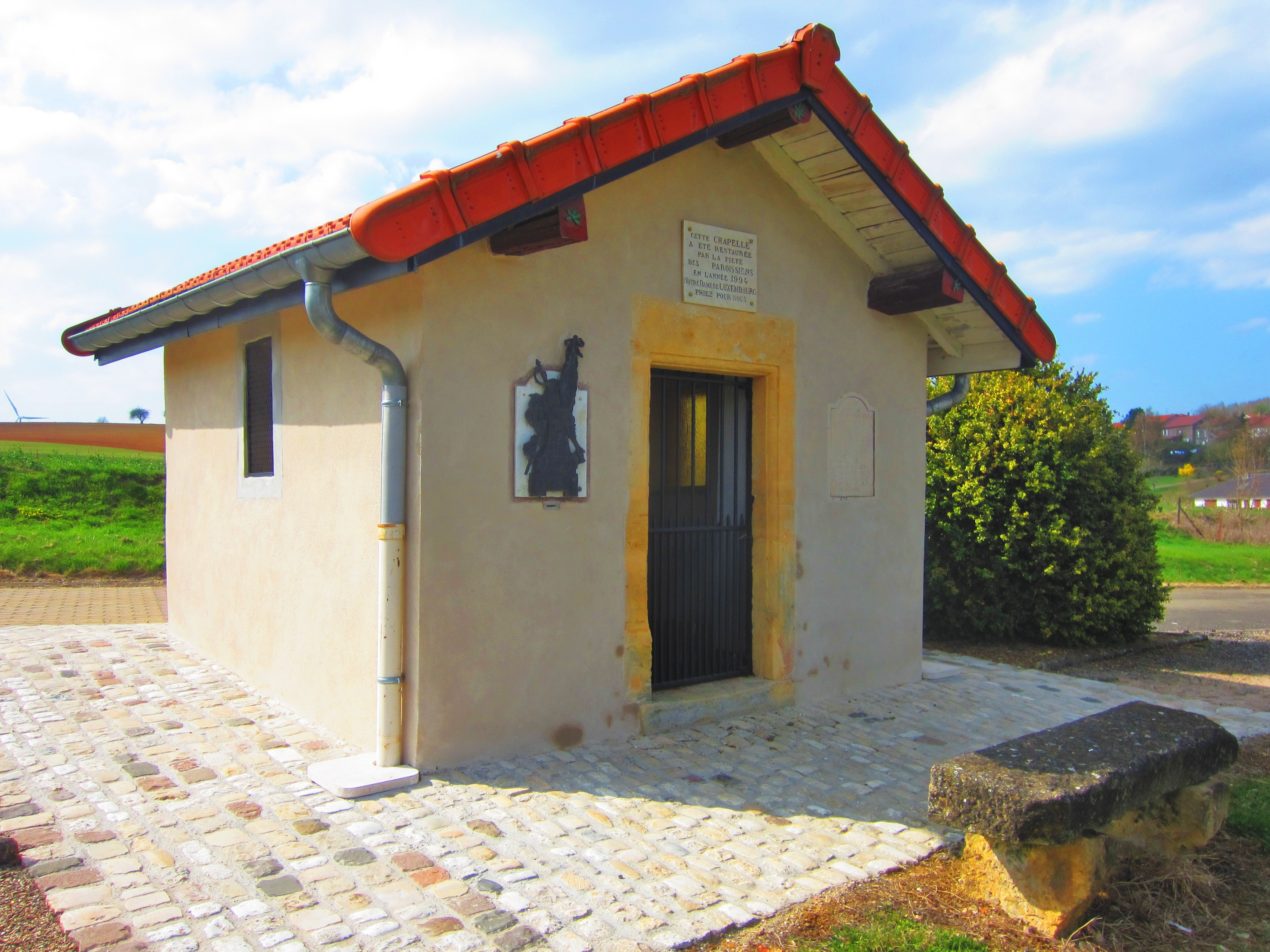
Chapelle Notre-Dame-de-Luxembourg.
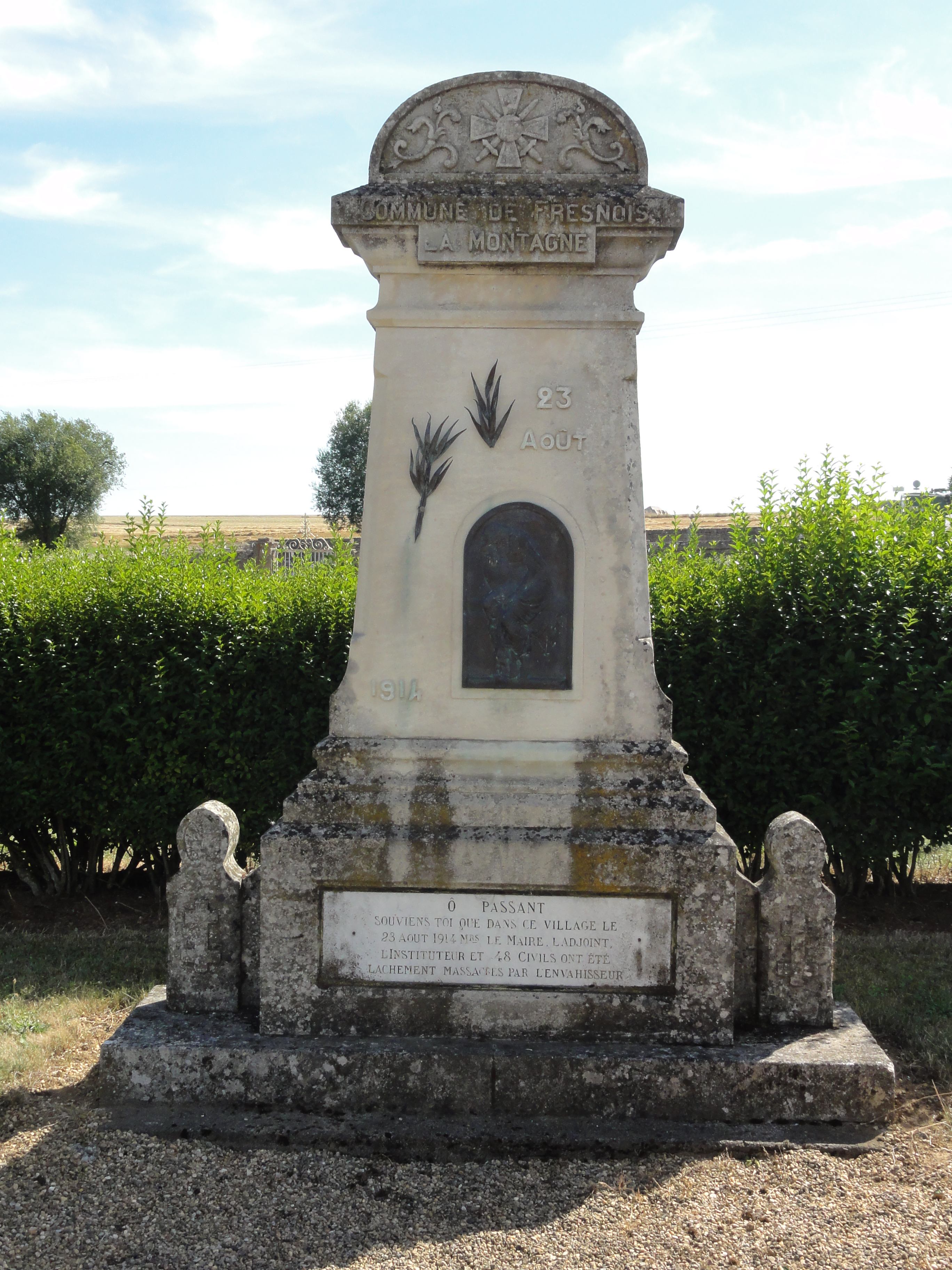
Mémorial du 23 août 1914.
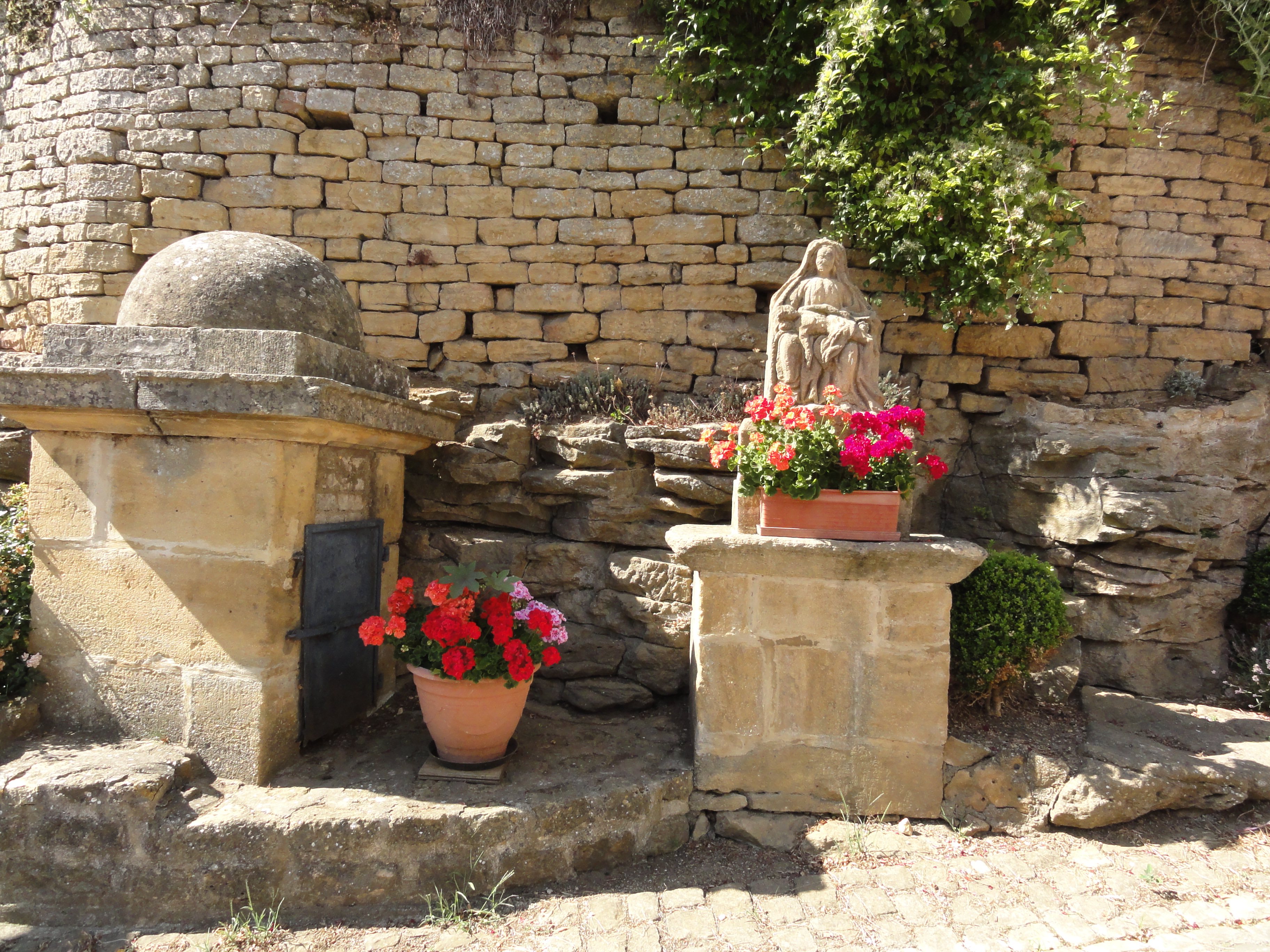
Puits avec pietà.

### Personnalités liées à la commune
- Marcel Thomas (1909-2000), photographe né à Fresnois-la-Montagne.

### Héraldique
| Blason de Fresnois-la-Montagne | Blason  | Blasonnement : d’argent au frêne de sable feuillé de sinople issant d’divers brasier de gueules mouvant de la pointe. |
| Blason de Fresnois-la-Montagne | Détails | Le frêne symbolise le nom de la commune et le village. Son tronc est couleur sable car il est brûlé par le brasier qui le consume, indiquant que le village fut entièrement incendié par les 22e et 23e Régiments Bavarois et par les Uhlans. Cent deux maisons ont été anéanties, soixante-huit habitants massacrés. Mais le frêne a son feuillage vert, car la vie a repris depuis au village. Le statut officiel du blason reste à déterminer. |